# Roman Hinterhöller
Roman Hinterhöller OSB (Taufname: Georg Hinterhöller; * 1. Dezember 1912 in Salzburg-Maxglan; † 23. August 1989 in St. Georgen bei Salzburg) war ein Benediktinermönch und 54. Abt der Benediktinerabtei Michaelbeuern.

## Leben
Er wurde als siebtes Kind einer Schneiderfamilie in Salzburg-Maxglan geboren und besuchte das Borromäum, ein von der katholischen Kirche betriebenes Gymnasium in Salzburg, wo er 1933 maturierte. Bald nach seiner Matura wurde er Novize im Benediktinerstift Michaelbeuern. 1939 beendete er sein Theologiestudium und wurde zum Priester geweiht. Im Zweiten Weltkrieg wurde er als Sanitäter einberufen und schwer verletzt. Als Seelsorger wirkte er in verschiedenen Pfarren, die von Michaelbeuern aus betreut wurden. 
Am 24. April 1969 wurde er als Nachfolger von Maurus Riha zum 54. Abt von Michaelbeuern gewählt. Am 27. Mai 1969 empfing er durch Andreas Rohracher die Benediktion. In seiner Amtszeit wurden verschiedene Baumaßnahmen im Kloster unternommen. 1982 legte er sein Amt nieder. Er verstarb während einer Aushilfe in St. Georgen bei Salzburg. Begraben liegt er im Friedhof von Michaelbeuern.